# 蒙特纳克
蒙特纳克（法語：Montenach，法語發音：[mɔ̃tnak]；洛林法兰克语：Montléch）是法国摩泽尔省的一个市镇，属于蒂永维尔区。

## 地理
蒙特纳克（49°25'10"N, 6°22'50"E）面积9.19 平方千米，位于法国大東部大區摩泽尔省，该省份为法国东北部内陆省份，是洛林的一部分，西南接默尔特-摩泽尔省，东临下莱茵省，北与卢森堡和德国接壤。
与蒙特纳克接壤的市镇（或旧市镇、城区）包括：凯尔兰莱锡尔克、基尔什莱锡尔克、基什瑙门、吕斯特罗夫、锡尔克莱班。
蒙特纳克的时区为UTC+01:00、UTC+02:00（夏令时）。

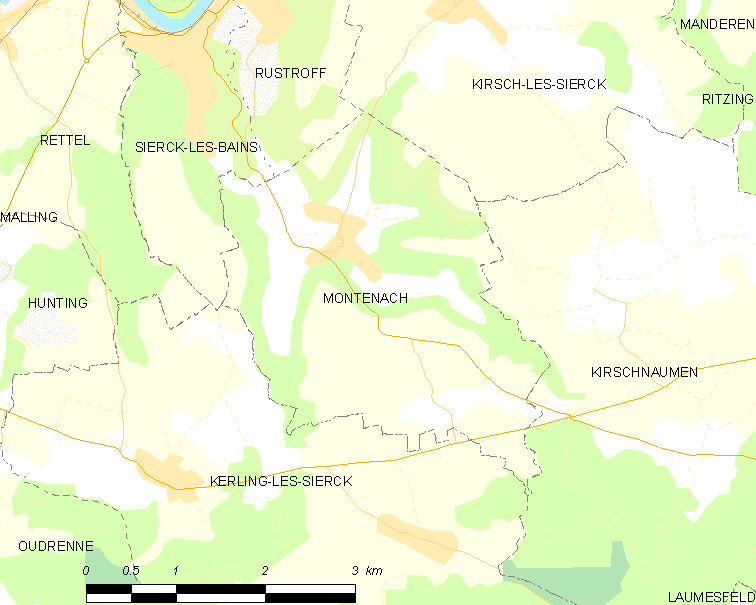
蒙特纳克的OSM定位图

## 行政
蒙特纳克的邮政编码为57480，INSEE市镇编码为57479。

## 政治
蒙特纳克所属的省级选区为布宗维尔县。

## 人口

1962-2008年间蒙特纳克人口变化图示

蒙特纳克于2022年1月1日时的人口数量为487人。